# جونزالو مارتينيز
جونزالو مارتينيز (بالإسبانية: Gonzalo Martínez Ortega)‏ (1934 – 1998 م) هو مخرج سينمائي، وممثل، وكاتب سيناريو، من المكسيك، توفي في مدينة مكسيكو، عن عمر يناهز 64 عاماً بسبب حادث سيارة.

## وصلات خارجية
- جونزالو مارتينيز على موقع IMDb (الإنجليزية)
- جونزالو مارتينيز على موقع أول موفي (الإنجليزية)
- جونزالو مارتينيز على موقع قاعدة بيانات الفيلم (الإنجليزية)
- جونزالو مارتينيز على موقع كينوبويسك (الروسية)